# Voicu Popescu
Voicu Popescu (n. 22 februarie 1952, București) este un muzician român, dirijor, artist liric și regizor muzical, câștigător al unor premii și distincții internaționale și din țara sa. Este dirijorul Corului de Copii Radio, fondatorul și al Grupului Coral SOUND al Casei de Cultură a Studenților din București, iar din toamna lui 2011 până în vara lui 2014 a fost dirijorul Corului Național de Cameră „Madrigal”. De asemenea, este și președintele Fundației Culturale SOUND.

## Biografie
Din 1988 și până în prezent este dirijor al Corului de Copii Radio, cu activitate permanentă.
Din 1994 este dirijorul Corului SOUND, cu aceeași activitate neîntreruptă.
Între 2011 și 2014 a preluat bagheta Corului Național de Cameră „Madrigal”.
În februarie-mai 2000 a asigurat producțiile artistice ale Corului Academic al Societății Române de Radiodifuziune.
Între anii 1996-1997 a activat ca maestru corepetitor și director artistic la Corului Național de Cameră „Madrigal”.
În perioada 1994-1996, a fost lector la clasa de ansamblu vocal a Facultății de Music-Hall, Universitatea Ecologică – București.
Activează ca regizor muzical la Televiziunea Romană, între 1980-1988, iar în perioada 1975-1980, a fost angajat artist liric la Corul Național de Cameră „Madrigal”

## Activitate artistică și profesională
2011 si 2013 - Voicu Popescu participa alaturi de Corul de Copii Radio si Corul Național de cameră "Madrigal" la Festivalul International George Enescu
2011 – alaturi de corul SOUND câștigă Premiul I la sectiunea Folclor si premiul al II-lea la Cor Mixt la Festivalul International de Muzica Corala Cracovia Cantans, Polonia (16 – 19 iunie 2011); tot in acest an este invitat să facă parte din juriul Festivalului de Muzică Corală de la Ohrid și să susțină un atelier de lucru despre tradiția muzicii corale ortodoxe in cadrul Festivalului Internațional Coral Corearte Arhivat în 10 iunie 2012, la Wayback Machine., Barcelona, Spania.
2010 – primește Marele Premiu al Festivalului de Muzică Corală de la Ohrid, Macedonia, unde a participat alaturi de corul SOUND.
2008 – primește Medalia de aur la secțiunea folclor „A cappella” și Medalia de argint la categoria „Coruri mixte de cameră” la Olimpiada Corală Mondială de la Graz Arhivat în 13 iulie 2012, la Wayback Machine., Austria, impreuna cu SOUND.
2005 – în cadrul celei de- XI-a ediții a Concursului Internațional de Muzică Sacră de la Preveza Arhivat în 23 aprilie 2012, la Wayback Machine., Grecia, a participat alaturi de corul SOUND si a fost recompensat cu Premiul pentru cel mai bun dirijor al Festivalului si cu Medalia de aur; în luna noiembrie a aceluiași an, în calitate de director artistic, organizează, cu sprijinul Primăriei sectorului 2 al Capitalei și al Centrului Cultural « Mihai Eminescu », Festivalul Coral Internațional « Muzica Balcanilor », o manifestare semnalată în Buletinul Coral Internațional publicat de Federația Mondială a Muzicii Corale.
Cu ocazia Olimpiadei Corale Mondiale de la Bremen, în iulie 2004, este ales membru al Consiliului Olimpic Mondial.
În 9 sept. 2003, primește Medalia „Meritul Cultural” clasa a II-a din partea Președintelui României.
În aprilie 2002, participă la Seminarul Federației Corurilor din U.E., organizație patronată de Parlamentul European, unde este numit Președinte al Biroului Național pentru România.
Între 2000 și 2006, la invitația Asociației Cantascuola din regiunea Piemonte, Italia, participă la proiectul CORI DI GIUNIO cu un Curs de măiestre corală pentru formațiile corale de copii din regiunea Piemonte reprezentate de cca. 25 de dirijori de cor. Stagiile se finalizează cu un concert al corurilor reunite (între 200 și 250 de copii) și un recital al cursanților adulți.
În iulie 1999, participă la al V-lea Simpozion Mondial de Muzică Corală organizat de Federația Internațională a Muzicii Corale (IFCM) la Rotterdam, Olanda. Printre altele, asistă și la cursurile de măiestrie ale lui Eric Ericson. În decembrie 1999, este ales consilier al Comitetului Executiv al acestei organizații.
Susține atelierul de lucru cu tema Expresia vocală la „Ranssegna Internazionale di Voci Bianche” la Torino, Italia, în 1997.
Din 1996, când înființează Fundația Culturală SOUND, se preocupă de realizarea unor proiecte anuale menite să contribuie la educarea copiilor și tinerilor prin arta cântului: Simpozionul Național de Muzică Corală de la Sinaia, Festivalul Corurilor de Copii și Tineret de la Bușteni, Master Class de dirijat coral la Sinaia și București, editare de partituri ale compozitorilor români contemporani, editarea Jurnalului coral „a capella”.
Înființează, în 1994, Grupul Coral SOUND la Casă de Cultură a Studenților din București. Din 1995 începe activitatea artistică a grupului: recitaluri în București și alte localități din țara și participări la diferite emisiuni de radio și televiziune (Radio România, Pro FM, Radio Contact, TVR, Pro TV și Tele 7 abc). Cu Grupul Coral SOUND a câștigat cele mai înalte distincții la al III-lea Concurs European de Muzică Religioasă de la Noyon-Franța (1998) și la Concursul Coral Internațional de la Bad Ischl-Austria, în 1999. La Prima Olimpiadă Corală Mondială organizată în iulie 2000 la Linz-Austria, obține Medalia de argint la secțiunea Cor mixt cameral și Medalia de aur la Folclor „a cappella”. În 2005 câștigă Medalia de aur și Premiul Special pentru cel mai bun dirijor al Concursului Coral Internațional de la Preveza-Grecia.
Obține cu Corul de Copii Radio, Premiul I „Summa cum laude” la Festivalul European de Muzică pentru Tineret de la Neerpelt, Belgia, în 1996.
În 1993 primește Medalia Jubiliară „Madrigal a XXX-a aniversare” și Medalia „Una Vita Per La Arte” din partea Fundației „Madrigal – Marin Constantin”.
Din 1989 participă, împreună cu dirijoarea Eugenia Văcărescu, la pregătirea artistică și organizarea tuturor manifestărilor Corului de Copii Radio: înregistrări speciale radio, concerte „a cappella” în Studiourile Radiodifuziunii Române, concerte ocazionale, concerte vocal-simfonice cu orchestrele Radiodifuziunii și ale altor instituții. O preocupare deosebită o acordă participării Corului de Copii Radio la peste 40 de manifestări internaționale: festivaluri, turnee artistice, turnee umanitare și proiecte de cooperare culturală în aproape toate țările Europei, SUA, Canada și Japonia. Activitatea Corului de Copii Radio și a dirijorului este permanent consemnată în articole în diverse ziare și reviste, emisiuni, interviuri și corespondențe radiofonice, transmisii și emisiuni de televiziune.
Între 1974-1988 participă la toate manifestările artistice, turnee, festivaluri naționale și internaționale ale Corului Național de Cameră „Madrigal” condus de Marin Constantin.
Înființează formații corale de amatori cu care obține numeroase diplome și premii la diferite concursuri și festivaluri naționale.

## Premii și distincții
- 2005 – Premiul pentru cel mai bun dirijor al Festivalului Concurs Internațional de Muzică Sacră de la Preveza Arhivat în 7 mai 2010, la Wayback Machine., Grecia;
- iulie 2004 - Membru al Consiliului Olimpic Mondial în cadrul Olimpiadei Corale Mondiale din Bremen;
- 9 septembrie 2003 - Medalia „Meritul Cultural” clasa a II-a din partea Președintelui României;